# Tim O'Brien
Tim O'Brien (Austin, Estados Unidos, 1 de octubre de 1946) es un escritor estadounidense que ha publicado diversos trabajos basados en su experiencia como soldado en la Guerra de Vietnam. Entre sus obras se encuentran El ir después de Cacciato (1979), Las cosas que llevaban los hombres que lucharon (1990) y En el Lago de los Bosques (1994).

## Biografía
Tim O'Brien nació en Austin, en el estado de Minessota, y a los siete años se mudó con su familia a Worthington, en el sur del estado. Su madre era una maestra de escuela primaria y su padre un vendedor de seguros. Estudió Ciencia política en el Macalester College en dónde fue presidente del consejo estudiantil y se opuso a la Guerra de Vietnam participando en vigilias por la paz. Se graduó en 1968 y en el verano de ese mismo año fue reclutado en las Fuerzas armadas de Estados Unidos para combatir en la Guerra de Vietnam, contando después que ese verano antes de ser enviado a Vietnam fue el peor de su vida y el que lo convirtió en escritor. Durante la guerra realizó reportes para periódicos de Minnesota y estuvo en My Lai un año después de la masacre. Tras ser herido por un shrapnel, fue condecorado con el Corazón Púrpura.
Al concluir su servicio en la guerra en 1970, finalizó sus estudios en Ciencia políticas en la Universidad de Harvard y realizó una pasantía en el diario The Washington Post. Comenzó su carrera literaria en 1973 cuando publicó If I Die in a Combat Zone, Box Me Up and Ship Me Home (en español, «Si muero en una zona de combate, métanme en una caja y envíenme a casa»), el cual había comenzado a escribir durante su estadía en la universidad. En esta memoria sobre su experiencia en Vietnam, Tim O'Brien expresó: «¿Puede un soldado de a pie enseñar algo importante sobre la guerra solo por haber estado ahí? No lo creo, solo puede contar historias sobre la guerra».
En 1978 logró mayor reconocimiento al publicar El ir después de Cacicato, por el cual ganó el Premio Nacional del Libro. En 1990 publicó Las cosas que llevaban los hombres que lucharon, que es una colección de cuentos sobre la guerra. Una de las características de la obra es la borrosa división entre realidad y ficción, ya que los relatos mezclan situaciones que le sucedieron como soldado con ficción. Según su escrito, la verdad de los cuentos «es a veces más verdad» que la verdad de los hechos. Más tarde expresó que decidió escribir ficción porque «no sabe nada» y que no le dedicaba tiempo a saber «los como y los por qué» ya que «escribir cuentos no necesita de justificación». Varios cuentos en Las cosas que llevaban los hombres que lucharon transcurren en los alrededores de su pueblo Worthington, el cual expresó que «se congratula a sí mismo, cada día, de su ignorancia sobre el mundo: Es un pueblo que nos metió en Vietnam. Uh, la gente de ese pueblo me mandó a la guerra y no podrían escribir “Hanoi”». También expresó que la lectura fue para él la posibilidad de escapar del entorno que era su pueblo.
En 1994 publicó En el Lago de los Bosques, el cual fue considerado por la revista TIME como el mejor libro de 1994 y ganó el Premio James Fenimore Cooper a la mejor ficción histórica. O'Brien la consideró su mejor obra, pero en el momento pensó que había concluido su carrera literaria por estar «drenado emocionalmente». En 1998 y 2002, publicó las novelas Tomcat in Love y July, July, respectivamente. A diferencia de sus otras obras, no tratan sobre la Guerra de Vietnam.
En 2013 recibió cien mil dólares como parte del Premio Literario de la Biblioteca Militar Pritzker. Actualmente, O'Brien vive en Texas y desde 1999 da clases en la Universidad Estatal de Texas.

## Obras
- Si muero en una zona de combate, métanme en una caja y envíenme a casa (1973)
- Northern Lights (1975)
- Where Have You Gone, Charming Billy? (1975)
- El ir después de Cacicato (1978)
- The Nuclear Age (1985)
- Las cosas que llevaban los hombres que lucharon (1990)
- En el Lago de los Bosques (1994)
- Tomcat in Love (1998)
- July, July (2002)